# Johan Frans Desideratus van Nassau-Siegen
Johan Frans Desideratus (Nozeroy, 28 juli 1627 - Roermond, 17 december 1699) was graaf en vorst van Nassau-Siegen en stadhouder van Limburg en Opper-Gelre.

## Leven
Johan Frans Desideratus was de enige zoon van de tot het katholicisme bekeerde graaf Jan VIII de Jongste van Nassau-Siegen en Ernestine Yolanda van Ligne, een dochter van Lamoraal van Ligne. Hij volgde zijn vader in 1638 op als graaf van Nassau-Siegen, maar in 1648 kwam de protestantse tak in een deel van het graafschap aan de regering. Hij bestreed zijn protestantse verwanten en bleef de calvinisten in zijn landsdeel vervolgen. Zijn heerschappij werd verder gekenmerkt door wanbeheer en schulden.
Johan Frans Desideratus was net als zijn vader generaal in Spaanse dienst. Hij werd in 1652 in de vorstenstand verheven en in 1661 tot ridder in de Orde van het Gulden Vlies. Van 1665 tot 1684 was hij Spaans stadhouder van Limburg en van 1680 tot 1699 van Opper-Gelre. Lange tijd leefde in hij in Roermond, waar hij in 1699 ook stierf. Johan Frans Desideratus en zijn derde echtgenote Isabella werden samen begraven in een praalgraf bij de miniemen in Leuven.
Als vorst van Nassau-Siegen werd hij opgevolgd door zijn zoon Willem Hyacinth van Nassau-Siegen.

## Huwelijken en kinderen
Johan Frans Desideratus huwt drie maal:
- in 1651 huwt Johan Frans met Johanna Claudia van Königsegg-Rotenfels-Aulendorf (1632-1663), een hofdame van keizerin Eleonora Gonzaga:
  - Maria Leopoldine Eleonora Gabriella van Nassau-Siegen (1652-1675), gehuwd op 27 maart 1669 met Maurits Hendrik, prins van Nassau-Hadamar (1626-1679)
- in 1665 huwt hij een tweede keer met Eleonore Sophie van Baden (1641-1668), een dochter van Herman Fortunatus van Baden-Rodemachern:
  - in 1666 werd de erfopvolger Willem Hyacinth van Nassau-Siegen (1666-1743) geboren.
- In 1669 sloot hij een derde huwelijk met de Waalse Isabella Clara du Puget de la Serre (1651-1714), dochter van Nicolaas du Puget de la Serre. Uit dit huwelijk werden onder anderen geboren:
  - Alexis Anton Christian Ferdinand (1673-1734), titulair aartsbisschop van Trapezopolis
  - Joseph (1674)
  - Johanna Sophia Charlotte (1675-1676)
  - Joseph Karl Maurits (1676-1677)
  - Maria Filipina (1677-1678)
  - Frans Hugo (1678-1735), baron van Ronse
  - Jeanne Baptista Josefina (1680-1745)
  - Anna Franziska Louise (1681-1728)
  - Clara Bernardina Franciska (1682-1724)
  - Emanuel Ignatius (1688-1735), baron van Ronse

## Voorouders
| Voorouders van Johan Frans Desideratus van Nassau-Siegen | Voorouders van Johan Frans Desideratus van Nassau-Siegen                          | Voorouders van Johan Frans Desideratus van Nassau-Siegen                          | Voorouders van Johan Frans Desideratus van Nassau-Siegen                         | Voorouders van Johan Frans Desideratus van Nassau-Siegen                         | Voorouders van Johan Frans Desideratus van Nassau-Siegen                         | Voorouders van Johan Frans Desideratus van Nassau-Siegen                         | Voorouders van Johan Frans Desideratus van Nassau-Siegen                         | Voorouders van Johan Frans Desideratus van Nassau-Siegen                         |
| -------------------------------------------------------- | --------------------------------------------------------------------------------- | --------------------------------------------------------------------------------- | -------------------------------------------------------------------------------- | -------------------------------------------------------------------------------- | -------------------------------------------------------------------------------- | -------------------------------------------------------------------------------- | -------------------------------------------------------------------------------- | -------------------------------------------------------------------------------- |
| Overgrootouders                                          | Jan VI van Nassau-Dillenburg (1536-1606) ∞ Elisabeth van Leuchtenberg (1537-1579) | Jan VI van Nassau-Dillenburg (1536-1606) ∞ Elisabeth van Leuchtenberg (1537-1579) | Filips IV Waldeck-Wildungen (-) ∞ Jutta van Isenburg (-)                         | Filips IV Waldeck-Wildungen (-) ∞ Jutta van Isenburg (-)                         | Filips van Ligne (1533-1583) ∞ Margaretha van Lalaing (-1598)                    | Filips van Ligne (1533-1583) ∞ Margaretha van Lalaing (-1598)                    | Hugo II van Melun (1520-1553) ∞ Yolanda de Werchin de Barbançon (1521-1583?)     | Hugo II van Melun (1520-1553) ∞ Yolanda de Werchin de Barbançon (1521-1583?)     |
| Grootouders                                              | Jan VII van Nassau-Siegen (1561-1623) ∞ Magdalena van Waldeck (1572-1627)         | Jan VII van Nassau-Siegen (1561-1623) ∞ Magdalena van Waldeck (1572-1627)         | Jan VII van Nassau-Siegen (1561-1623) ∞ Magdalena van Waldeck (1572-1627)        | Jan VII van Nassau-Siegen (1561-1623) ∞ Magdalena van Waldeck (1572-1627)        | Lamoraal I van Ligne (1563-1624) ∞ Anna Maria van Melun (1565-1634)              | Lamoraal I van Ligne (1563-1624) ∞ Anna Maria van Melun (1565-1634)              | Lamoraal I van Ligne (1563-1624) ∞ Anna Maria van Melun (1565-1634)              | Lamoraal I van Ligne (1563-1624) ∞ Anna Maria van Melun (1565-1634)              |
| Ouders                                                   | Jan VIII van Nassau-Siegen (1583-1638) ∞ Ernestine Yolande van Ligne (1594-1663)  | Jan VIII van Nassau-Siegen (1583-1638) ∞ Ernestine Yolande van Ligne (1594-1663)  | Jan VIII van Nassau-Siegen (1583-1638) ∞ Ernestine Yolande van Ligne (1594-1663) | Jan VIII van Nassau-Siegen (1583-1638) ∞ Ernestine Yolande van Ligne (1594-1663) | Jan VIII van Nassau-Siegen (1583-1638) ∞ Ernestine Yolande van Ligne (1594-1663) | Jan VIII van Nassau-Siegen (1583-1638) ∞ Ernestine Yolande van Ligne (1594-1663) | Jan VIII van Nassau-Siegen (1583-1638) ∞ Ernestine Yolande van Ligne (1594-1663) | Jan VIII van Nassau-Siegen (1583-1638) ∞ Ernestine Yolande van Ligne (1594-1663) |
| Johan Frans Desideratus van Nassau-Siegen (1627-1699)    |                                                                                   |                                                                                   |                                                                                  |                                                                                  |                                                                                  |                                                                                  |                                                                                  |                                                                                  |

- Gemeinsame Normdatei: 128647655
- International Standard Name Identifier: 0000 0001 3920 0059
- Nederlandse Thesaurus van Auteursnamen: 070851557
- Virtual International Authority File: 196329365
- WorldCat: E39PBJqbrmmgv7TPCqrKfMfwmd